# 入江大生
入江 大生（いりえ たいせい、1998年8月26日 - ）は、栃木県今市市（現：日光市）出身のプロ野球選手（投手）。右投右打。横浜DeNAベイスターズ所属。

## 経歴

### プロ入り前
小学3年生のときに軟式野球チームの今市レイダースに入り投手を始める。日光市立今市中学校在学時に県央宇都宮ボーイズに所属。3年夏には投手兼外野手で全国大会ベスト8。
作新学院高等学校では1年秋からベンチ入り。2年夏には夏の甲子園大会に背番号「11」としてメンバー入りし、3回戦九州国際大付戦で1イニングを無失点に抑える。3年夏には第98回全国高等学校野球選手権大会に一塁手、打順は3番もしくは4番として出場。2回戦尽誠学園・渡邊悠、3回戦花咲徳栄・綱脇慧、準々決勝木更津総合・早川隆久から史上7人目となる3試合連続本塁打を放つなど、エース投手の今井達也等とともに作新学院の54年ぶりの全国制覇に貢献する。投手としては10-2と大差の付いた準決勝・明徳義塾戦の9回のみに登板し、3番西浦颯大、4番古賀優大らと対戦し三者凡退に抑えた。BFA U-18アジア選手権大会にも日本代表として出場し、レフト及び指名打者として優勝に貢献する。打者としては高校通算15本塁打を記録。
明治大学進学後は投手に専念する。東京六大学野球リーグでは、1年春から登板していたが、3学年上に齊藤大将、1学年上に森下暢仁、伊勢大夢、同期には中山晶量と好投手が揃う層の厚さから、3年秋までは主にリリーフを任されていた。4年時はコロナ禍の影響で大会やリーグ戦が中止や延期に見舞われたが、秋のリーグ戦で法政相手に13奪三振で初の完投初完封勝利を飾るなどエースとしての活躍を見せた。リーグ通算成績は37試合（111イニング）に登板し、5勝7敗、防御率2.59、121奪三振。一学年下には竹田祐がおり、入江のエースナンバーを受け継いだ。
2020年10月26日に行われたドラフト会議において、横浜DeNAベイスターズから単独1位指名を受け、11月19日に契約金1億円、年俸1600万円（推定）で仮契約を結んだ。背番号は22。

### DeNA時代

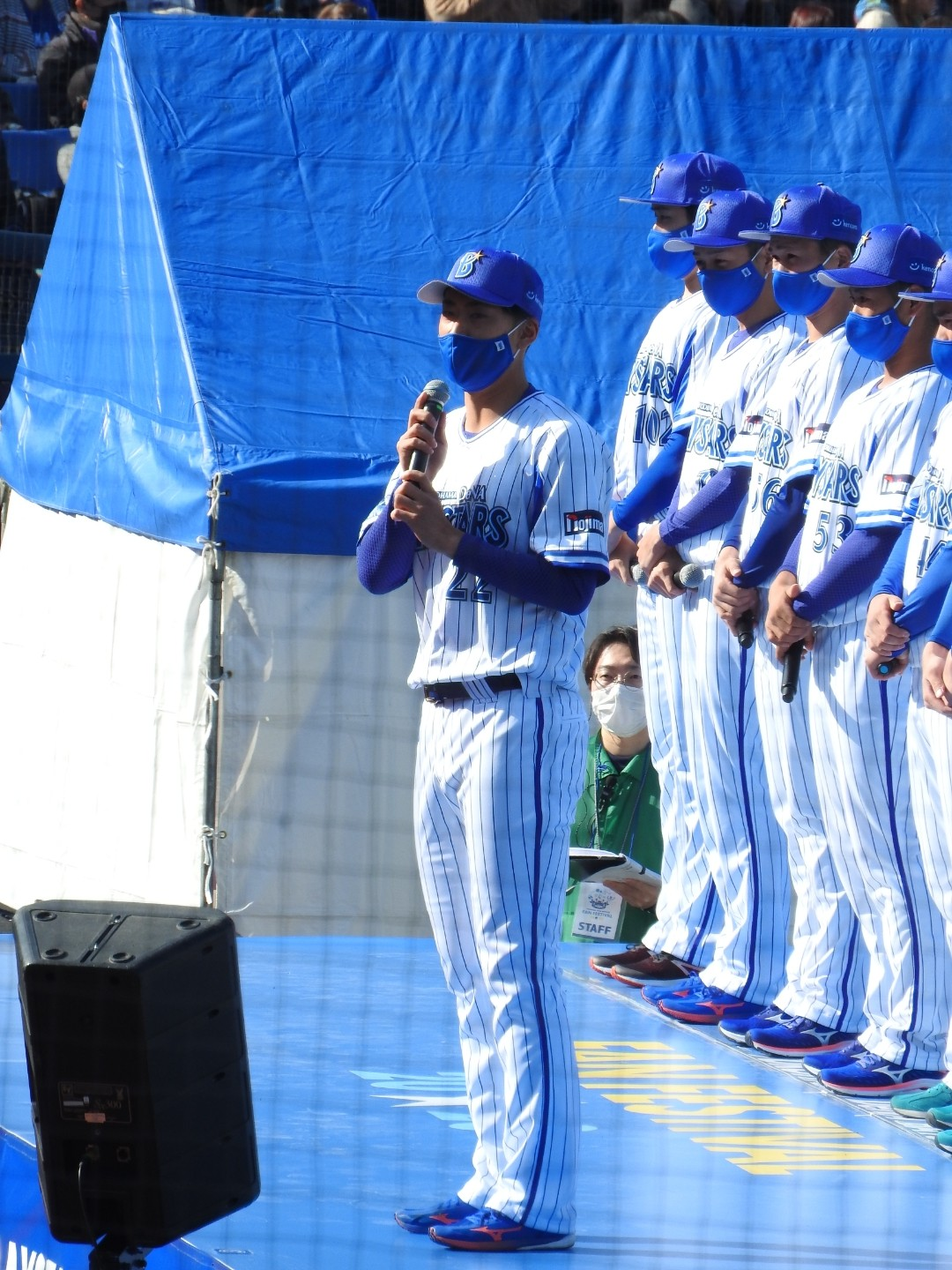
2020年12月6日 横浜スタジアムにて

2021年は、開幕5戦目となった3月31日の東京ヤクルトスワローズ戦（横浜スタジアム）でプロ初登板・初先発を果たしたが、5回8安打5失点で敗戦投手となった。その後も先発登板を続けたが、4月21日の中日ドラゴンズ戦（横浜スタジアム）では4回5安打5失点で敗戦投手となり、この敗戦で球団の新人では井納翔一以来、史上2人目となる4戦4敗となった。4月23日に再調整のため、出場登録を抹消され、5月3日の二軍戦登板後には右肘の張りを訴えリハビリ調整を行うこととなった。7月11日に二軍戦に復帰したが調子が上向かず、25日の登板を最後に手術を決断。8月16日に右肘のクリーニング手術を受け、以降はリハビリでシーズンを終えた。オフに、現状維持となる推定年俸1600万円で契約を更改した。
2022年からはリリーフに転向し、開幕一軍を迎える。5月5日の中日ドラゴンズ戦（横浜スタジアム）では、7回から登板し2イニングを4奪三振の無失点に抑える好投を見せ、プロ初勝利を手にした。開幕からビハインドでの場面のリリーフを任され、打ち込まれることもあったが、徐々に安定した投球をするようになり、7月の月間防御率は8試合に登板して0.00。8月にはセットアッパーに昇格し、伊勢大夢、エドウィン・エスコバーとともに抑えの山﨑康晃に繋ぐ勝ちパターンの一角を担うようになった。シーズン終盤まで防御率2点台で好リリーフを続けるも、シーズン最終戦となった10月3日のヤクルト戦（神宮球場）で、村上宗隆に真っ向勝負の151キロ直球を打たれ、日本選手最多本塁打記録となる56本塁打を献上し、最終的には防御率3.00となった。チーム3位の57試合に登板し、5勝1敗10ホールドを記録するなど、リリーフ転向が功を奏したシーズンとなった。オフにはオーストラリアン・ベースボールリーグのキャンベラ・キャバルリーに宮國椋丞とともに派遣されウインターリーグに参加した。
2023年も、開幕からリリーフの一角を担い、オールスター前までに25試合に登板し、防御率1.19とブルペンを支え続けてきたが、8月に入ると救援失敗が続き、4試合に登板して月間の防御率が9.82となり、8月11日に登録を抹消された。抹消理由は上半身のコンディション不良で、二軍でも登板はせず上半身、下半身ともに強化に励み、そのままシーズンを終えた。
2024年の春季キャンプは鹿児島・奄美のB班でスタートし、ブルペン入りしたときには「肩、肘は問題ないですし、100％です」と語っていたが、右肩の違和感のために2月20日からはリハビリ班に合流した。一時は実戦形式のライブBPに登板するまで回復していたが、完治には至らず、5月31日、右肩のクリーニング手術を受けたことが発表された。術後3か月後を目処にスローイングを開始する予定。
2025年は、3月22日の埼玉西武ライオンズ戦（ベルーナドーム）で、オープン戦ながら術後初登板を果たした。そのまま開幕一軍入りし、3月28日、中日との開幕戦（横浜スタジアム）で9回表に597日ぶりに一軍のマウンドに上がり、先頭打者に四球を与えたものの三者連続三振で試合を締めくくった。30日の同カードでは、1点リードの9回に登板し、無失点の投球でプロ初セーブを挙げた。シーズン当初は故障明けであることを考慮し、間隔を空けて登板してきたが、4月25日・26日に復帰後初めて2連投で起用された。抑え投手として存在感を示し始め、7月7日にはオールスターゲームに監督選抜で初選出された。その後も抑えとして活躍を続けていたが、7月11日の読売ジャイアンツ戦（横浜スタジアム）で同点の10回表に登板した際、先頭の荒巻悠に2球を投じたところで球を受けていた山本祐大がタイムを要求し、そのまま緊急降板。翌12日の検査の結果、「右上腕の神経障害」と診断され、登録を抹消された。のちに「筋肉の過緊張」によって筋肉と神経が癒着を起こしていたことが神経障害の一因と明かしている。17日にしびれなどの症状がないことを明かし、早期復帰を目指して球団施設・DOCKで調整を行っていたが、前述の初選出のオールスターゲームには間に合わず、出場を辞退することになった。25日にDOCKで行われた一軍の全体練習に参加し、ブルペンで投げ込んだ。26日の千葉ロッテマリーンズとの二軍公式戦で実戦復帰した。8月1日に一軍に復帰し、離脱前と変わらず抑えを任されている。

## 選手としての特徴

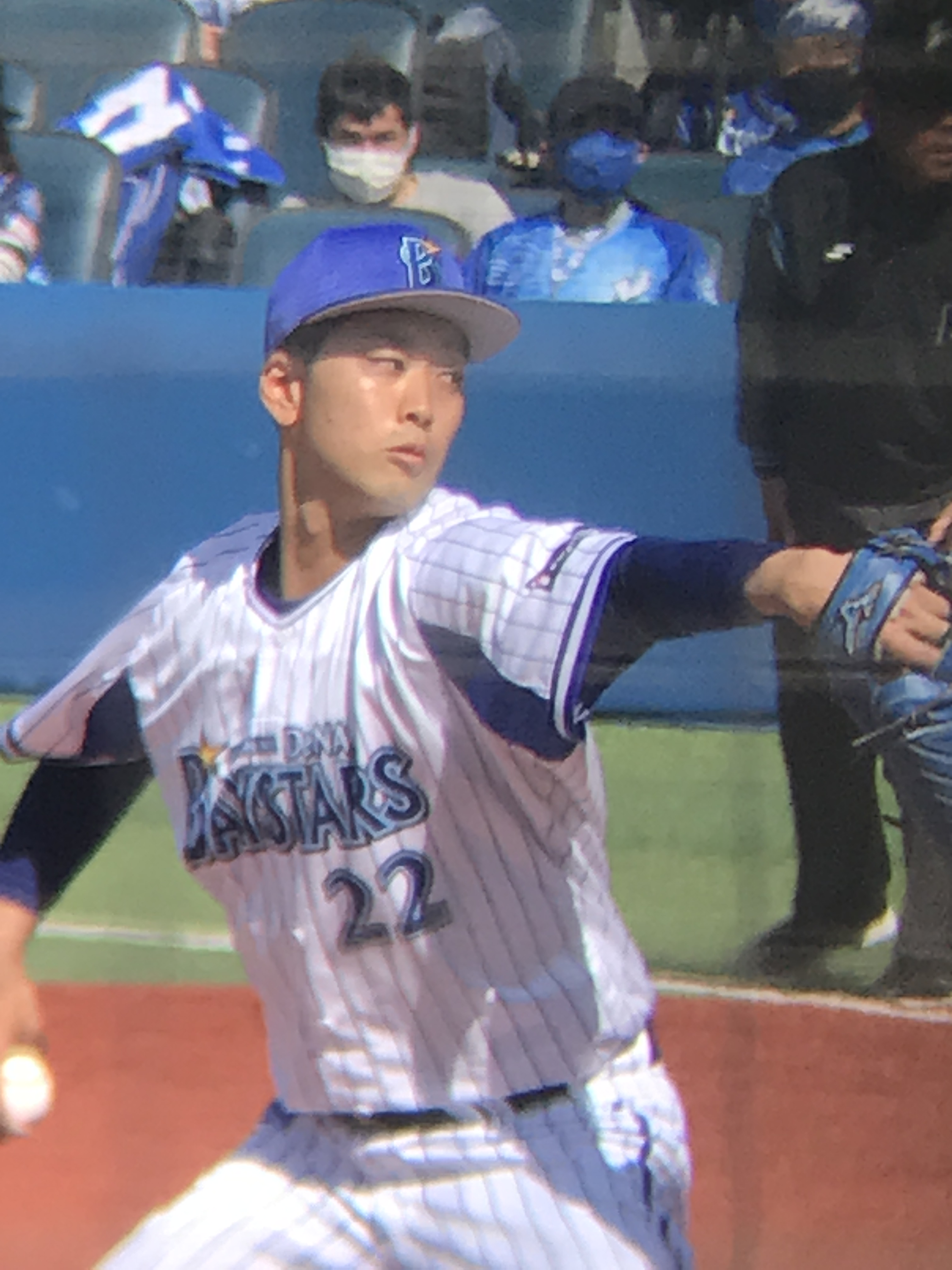
2021年3月10日 横浜スタジアムにて

最速159km/hのストレートにスライダー、カットボール、ツーシーム、フォーク、カーブなどの変化球を混ぜて投げ込む。特にスライダーに対する評価が高く、プロ入り以前には野球評論家の山本昌から「縦に鋭く落ちるスライダーは、現時点でも一軍の打者が手こずるだろう」と評された。
また、山本は入江の投球フォームについても「打者からすれば急にボールが出てくる感覚になるので、タイミングが取りづらいフォームのはずである」と評している。

## 人物・エピソード
非常に明るい性格で、ベイスターズ入団時には「2000個のギャグを持っている」と明かしている。好きな芸人は同郷のU字工事で、2021年に横浜スタジアムで行われたファンフェスティバルで初対面を果たした。
同期入団の牧秀悟と仲が良く、入団時から寮で入浴しながら「いつか一緒にお立ち台に立てたらいいね」と語り合っていたが、前述の通り入江の初勝利を挙げた試合で現実となった。
2024年はリハビリに専念したため登板は無かった。その時のリハビリ生活で入江自身の心の支えとなっていたのがWANDSの「世界中の誰よりきっと」であった。2025年より同曲を自身の登場曲としており、入江が最終回に抑え投手として登板する際にファンが同曲を大合唱して送り出す、というのが恒例となっている。

## 詳細情報

### 年度別投手成績
| 年 度     | 球 団     | 登 板 | 先 発 | 完 投 | 完 封 | 無 四 球 | 勝 利 | 敗 戦 | セ 丨 ブ | ホ 丨 ル ド | 勝 率 | 打 者 | 投 球 回 | 被 安 打 | 被 本 塁 打 | 与 四 球 | 敬 遠 | 与 死 球 | 奪 三 振 | 暴 投 | ボ 丨 ク | 失 点 | 自 責 点 | 防 御 率 | W H I P |
| --------- | --------- | ----- | ----- | ----- | ----- | -------- | ----- | ----- | -------- | ----------- | ----- | ----- | -------- | -------- | ----------- | -------- | ----- | -------- | -------- | ----- | -------- | ----- | -------- | -------- | ------- |
| 2021      | DeNA      | 4     | 4     | 0     | 0     | 0        | 0     | 4     | 0        | 0           | .000  | 80    | 18.1     | 22       | 4           | 5        | 0     | 1        | 14       | 1     | 1        | 18    | 16       | 7.85     | 1.47    |
| 2022      | DeNA      | 57    | 0     | 0     | 0     | 0        | 5     | 1     | 0        | 10          | .833  | 262   | 63.0     | 49       | 4           | 26       | 2     | 1        | 69       | 2     | 0        | 23    | 21       | 3.00     | 1.19    |
| 2023      | DeNA      | 32    | 0     | 0     | 0     | 0        | 1     | 1     | 0        | 7           | .500  | 136   | 30.0     | 29       | 0           | 16       | 0     | 2        | 32       | 1     | 0        | 11    | 9        | 2.70     | 1.50    |
| 通算：3年 | 通算：3年 | 93    | 4     | 0     | 0     | 0        | 6     | 6     | 0        | 17          | .500  | 478   | 111.1    | 100      | 8           | 47       | 2     | 4        | 115      | 4     | 1        | 52    | 46       | 3.72     | 1.32    |

- 2024年度シーズン終了時
- 各年度の太字はリーグ最高

### 年度別守備成績
| 年 度 | 球 団 | 投手  | 投手  | 投手  | 投手  | 投手  | 投手     |
| 年 度 | 球 団 | 試 合 | 刺 殺 | 補 殺 | 失 策 | 併 殺 | 守 備 率 |
| ----- | ----- | ----- | ----- | ----- | ----- | ----- | -------- |
| 2021  | DeNA  | 4     | 2     | 5     | 0     | 0     | 1.000    |
| 2022  | DeNA  | 57    | 7     | 10    | 0     | 0     | 1.000    |
| 2023  | DeNA  | 32    | 0     | 6     | 0     | 0     | 1.000    |
| 通算  | 通算  | 93    | 9     | 21    | 0     | 0     | 1.000    |

- 2024年度シーズン終了時

### 表彰
- ロデオドライブ ニューヒーロー賞（2022年）[62]

### 記録
初記録
投手記録
- 初登板・初先発：2021年3月31日、対東京ヤクルトスワローズ2回戦（横浜スタジアム）、5回5失点で敗戦投手[20]
- 初奪三振：同上、1回表に塩見泰隆から空振り三振
- 初ホールド：2022年4月19日、対阪神タイガース3回戦（横浜スタジアム）、6回表に4番手で救援登板、1回無失点
- 初勝利：2022年5月5日、対中日ドラゴンズ6回戦（横浜スタジアム）、7回表に4番手で救援登板、2回無失点[27][63]
- 初セーブ：2025年3月30日、対中日ドラゴンズ3回戦（横浜スタジアム）、9回表に4番手で救援登板・完了、1回無失点[64]

打撃記録
- 初打席：2021年3月31日、対東京ヤクルトスワローズ2回戦（横浜スタジアム）、3回裏に高梨裕稔から三ゴロ

### 背番号
- 22（2021年[19] - ）